# カルヴァドス県
カルヴァドス県 (カルヴァドスけん、Calvados) は、フランス北西部、ノルマンディー地域圏の県である。

## 地理
セーヌ＝マリティーム県、ウール県、オルヌ県、マンシュ県と接している。
カルヴァドスの気候は、15km沖合いでも違ってくるように、場所によって非常に異なる。たとえば、カーンは潮の影響が強い。オルヌ県中心部に近づくと気候はさらに穏やかになる。潮の満ち干きとともに雲がやってくる。一方でカルヴァドスとオルヌの境では気候は少し荒くなり、冬は寒く、夏は暑い。

## 歴史

アロマンシュの港。上陸作戦で使われた桟橋の残骸が残る

フランス革命中の1790年3月4日、旧ノルマンディー州の一部から分離し新設された。現在の県名が付けられる前に、オルヌ＝アンフェリウール県（Orne-Inférieure）の名が想定されている時期があった。
伝説では、アロマンシュ＝レ＝バン沖合いの大きな岩のため、スペインの無敵艦隊が沈んだことから、岩にサルヴァドール（Salvador）の名前がついているといわれていた。サルヴァドールが言語的変形のうえでカルヴァドスになったという。しかしながら、カルヴァドスはcalva dorsa（沖合いにある岩の植生はまばらであることから、裸の背中を意味する）から派生した可能性が高い。
1815年6月にワーテルローの戦いで第七次対仏大同盟軍が勝利すると、1818年11月までプロイセン軍が県を占領していた。
1944年6月6日の明け方、アメリカ、イギリス、カナダの各国軍が県西岸に上陸しオーヴァーロード作戦を開始した。

## 人口統計
| 1801年  | 1831年  | 1841年  | 1851年  | 1856年  | 1861年  | 1866年  |
| ------- | ------- | ------- | ------- | ------- | ------- | ------- |
| 451 836 | 494 702 | 496 198 | 491 210 | 478 397 | 480 992 | 474 909 |
| 1872年  | 1876年  | 1881年  | 1886年  | 1891年  | 1896年  | 1901年  |
| 454 012 | 450 220 | 439 830 | 437 267 | 428 945 | 417 176 | 410 178 |
| 1906年  | 1911年  | 1921年  | 1926年  | 1931年  | 1936年  | 1946年  |
| 403 431 | 396 318 | 384 730 | 390 492 | 401 356 | 404 901 | 400 026 |
| 1954年  | 1962年  | 1968年  | 1975年  | 1982年  | 1990年  | 1999年  |
| 442 991 | 480 757 | 519 695 | 560 967 | 589 559 | 618 478 | 648 385 |
| 2006年  | 2010年  |         |         |         |         |         |
| 671 342 | 699 591 |         |         |         |         |         |

参照元:SPLAF、2006年以降INSEE2007年以降INSEE

## 主なコミューン
カルヴァドス県には706のコミューンがあり、2007年当時そのうち人口2000人を越えるのは43である。10万人を越える人口を持つのはカーンである。
| コミューン                 | 人口 2007 | 変遷 2007/1999 | コミューン               | 人口 2007 | 変遷 2007/1999 |
| -------------------------- | --------- | -------------- | ------------------------ | --------- | -------------- |
| カーン                     | 109,629   | -3,8 %         | ウイストラム             | 9,248     | 6,6 %          |
| リジュー                   | 22,699    | -2 %           | ファレーズ               | 8,456     | == 0,3 %       |
| エルヴィル＝サン＝クレール | 22,589    | -5,8 %         | オンフルール             | 8,163     | == -0,1 %      |
| バイユー                   | 13,910    | -7 %           | ディヴ＝シュル＝メール   | 5,889     | == 1,3 %       |
| ヴィール                   | 12,384    | -3,2 %         | コロンベル               | 5,771     | -7,4 %         |
| イフ                       | 10,738    | 16,6 %         | コンデ＝シュル＝ノワロー | 5,621     | -3,4 %         |
| モンデヴィル               | 10,123    | -2,9 %         | ブランヴィル＝シュロルヌ | 5,541     | 26,3 %         |
| 出典: Insee                |           |                |                          |           |                |

## 経済
カルヴァドスは、カマンベールチーズ、ポン・レヴェック、リヴァロといったコミューンの名を冠したチーズを生産するペイ・ドージュ地方があることで知られている。有名なノルマンディーの緑の牧草地は、常に主要な酪農と乳製品産業の成長を助けている。
県はまた、県のロゴを彩っているリンゴの生産で知られる。シードル、カルヴァドス、ポモー酒の生産は経済的・文化遺産に追加されている。
加えて、カーンの平野部は穀倉地帯である。
県は現在、ルノートラックやPSA・プジョーシトロエンの工場があり、重要な自動車の中心となっている。

## ギャラリー

オンフルール
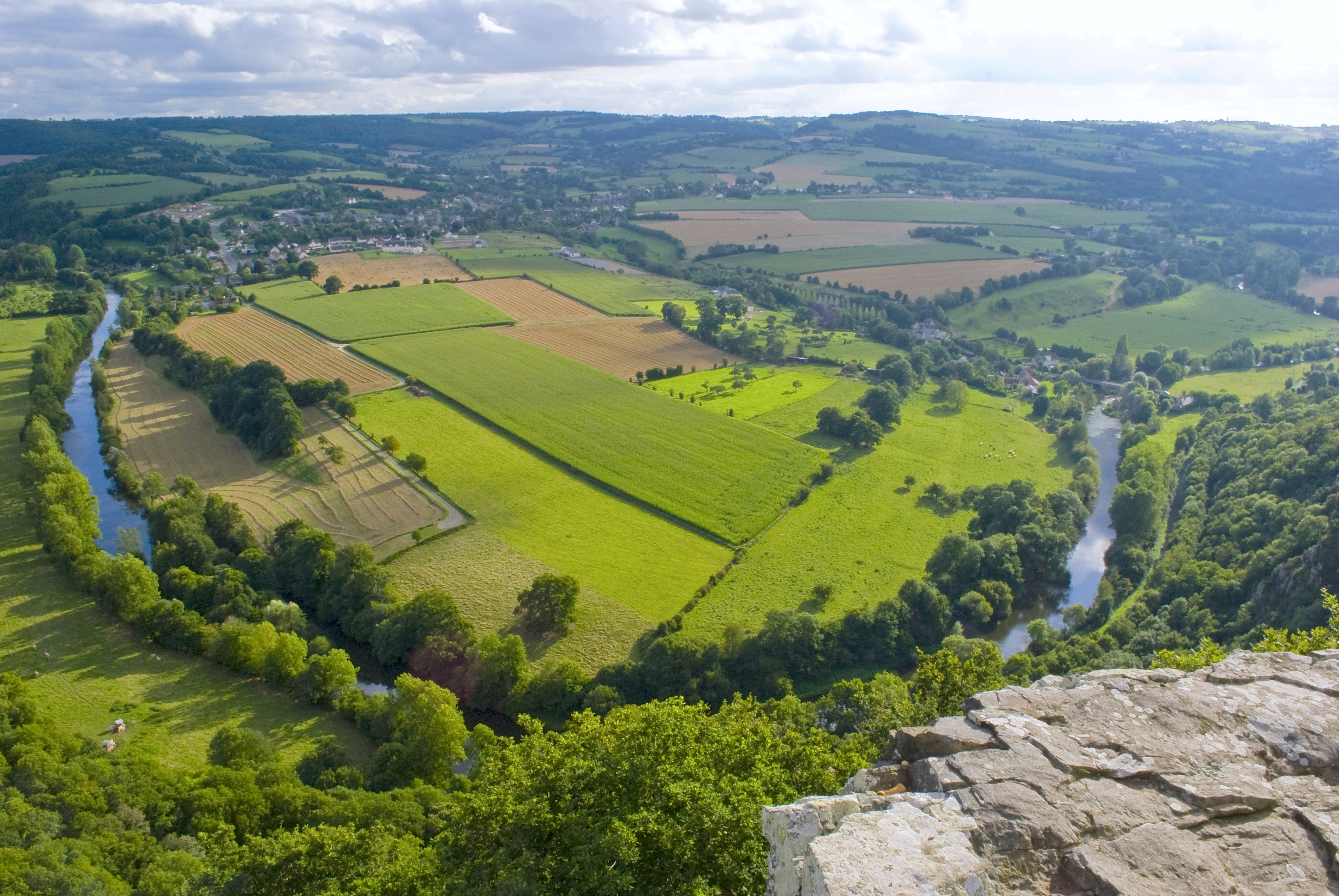
スイス・ノルマンド地方を流れるオルヌ川
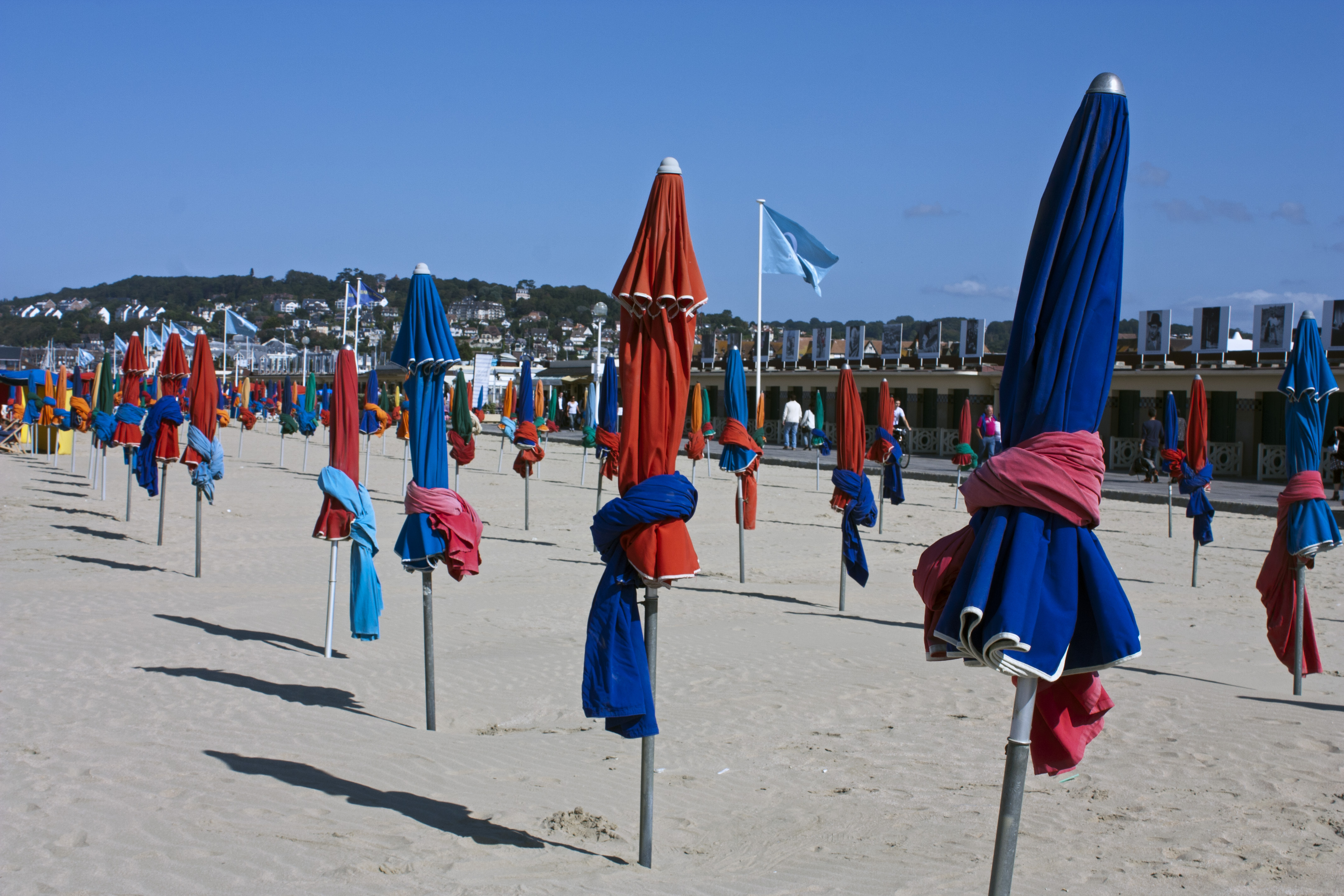
ドーヴィルの浜
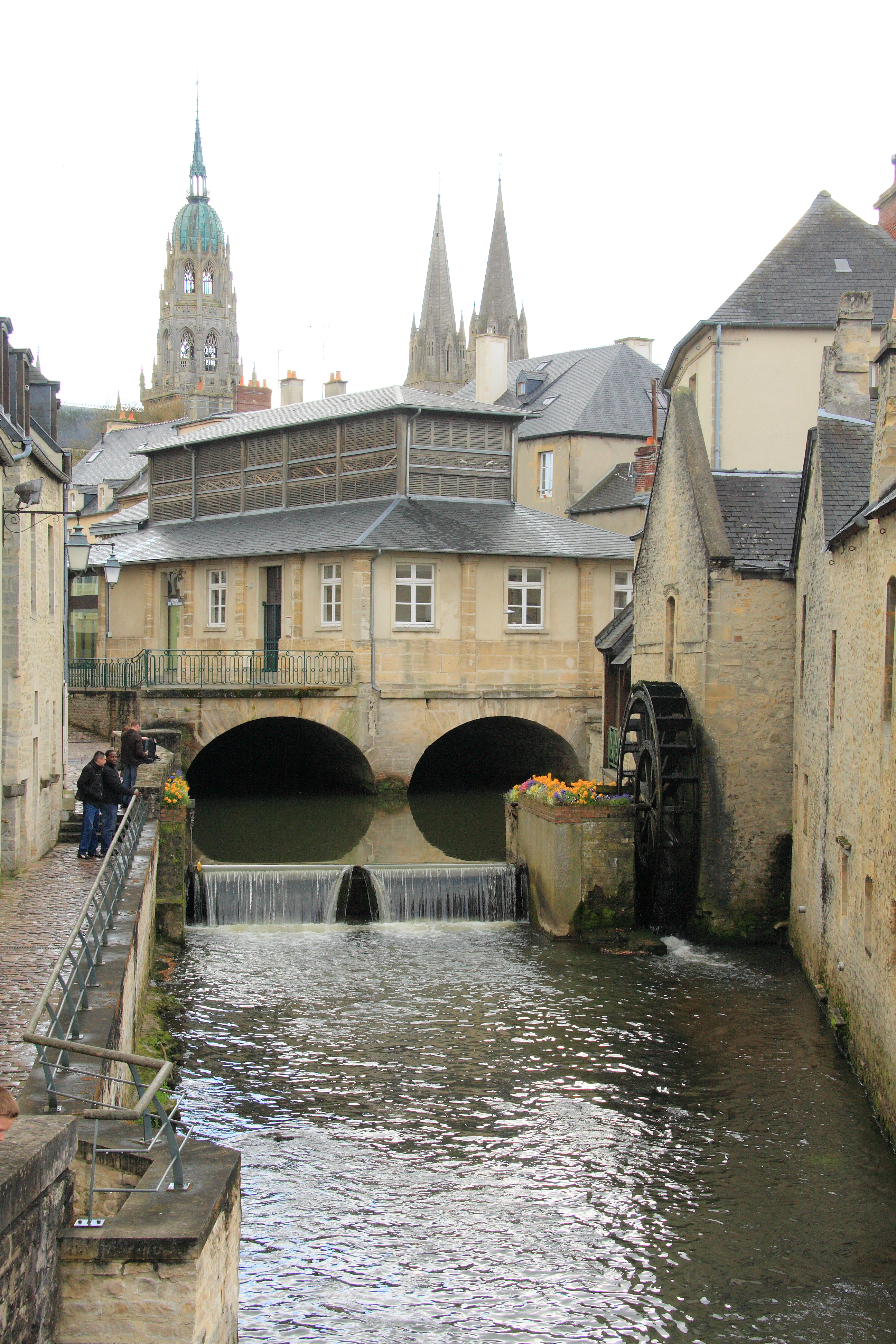
バイユー
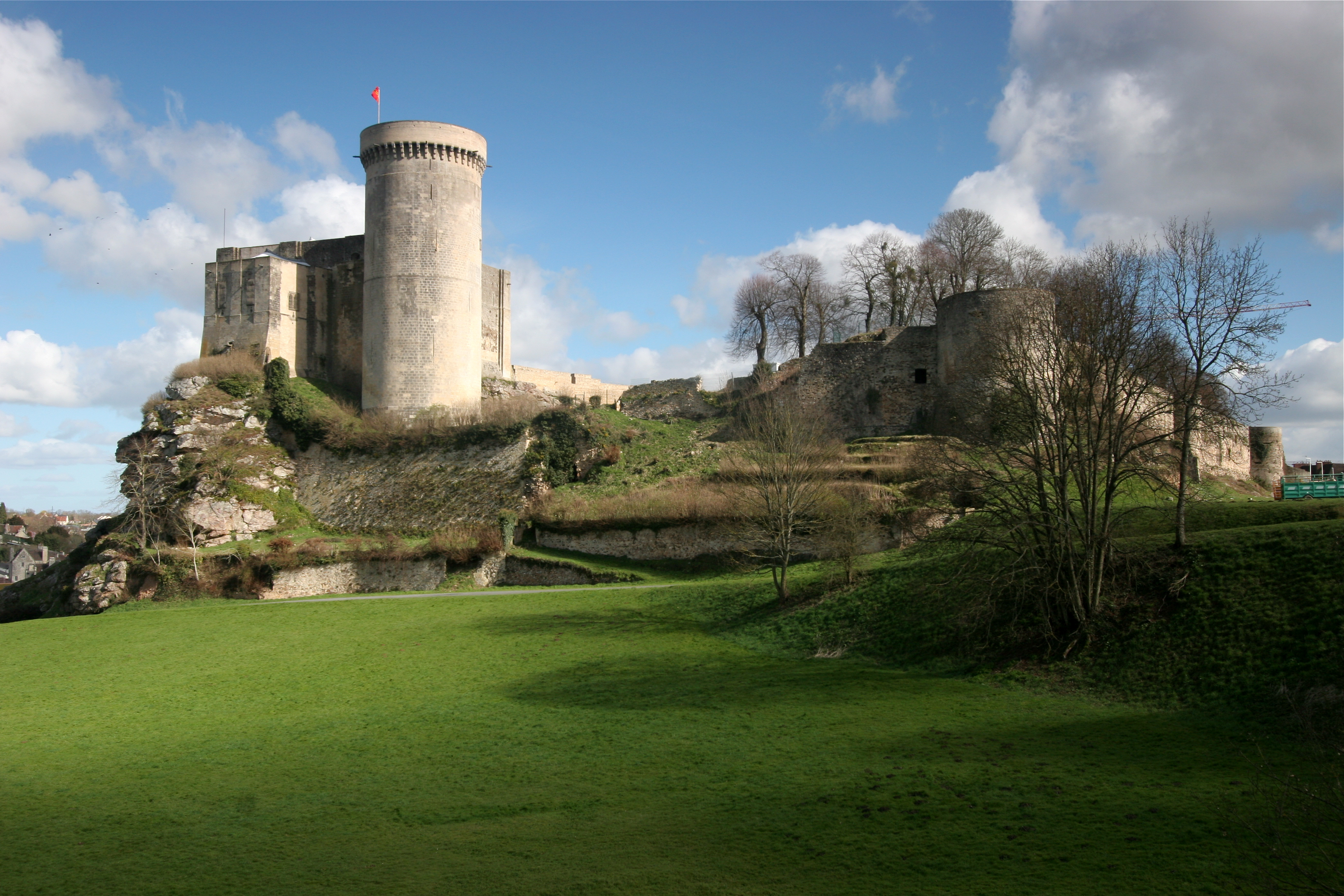
ノルマンディー公国ゆかりのファレーズ城